# 贝尔纳·马德雷勒
贝尔纳·马德雷勒（法語：Bernard Madrelle，1944年4月27日—2020年9月25日），法国政治人物，社会党党员。

## 生平
1944年生于吉倫特省圣瑟兰德屈尔萨克。是菲利普·马德雷勒的弟弟。
他曾任吉倫特省议会议长、圣瑟兰德屈尔萨克市长、布莱市长、法国国民议会议员等职务。在2008年3月的布莱市长选举中以31.85％的选票落选。2020年9月25日因肝癌在布莱逝世，终年76岁。